# Ada Fighiera-Sikorska
Adela Fighiera-Sikorska, née le 26 janvier 1929 à Siedlce et morte le 7 août 1996 à Turin, plus connue sous le nom d’Ada Sikorska, est une polonaise espérantiste.

## Biographie

### Jeunesse
Ada Fighiera-Sikorska nait le 26 janvier 1929 à Siedlce, en Pologne. Son père est Franciszek Sikorski, général de l’armée polonaise, et sa mère est Maria Sikorska, née Schmar. Elle étudie à Varsovie, jusqu’au début de la Seconde Guerre mondiale, où sa famille part pour Lviv. Son père y dirige la défense lors de bataille de Lwów. Le 22 septembre 1939.